# سليفا
63°32′N 27°53′E / 63.533°N 27.883°E
سليفا هي بحيرة متوسطة الحجم تقع في منطقة مستجمعات المياه الرئيسي فووكسي. وهي موجودة في بلدية سونكا جيرفي، في منطقة سافو الشمالية في فنلندا. وهي تعتبر واحدة من أكبر البحيرات في بلدية سونكا جيرفي.